# Grande Zone Franche

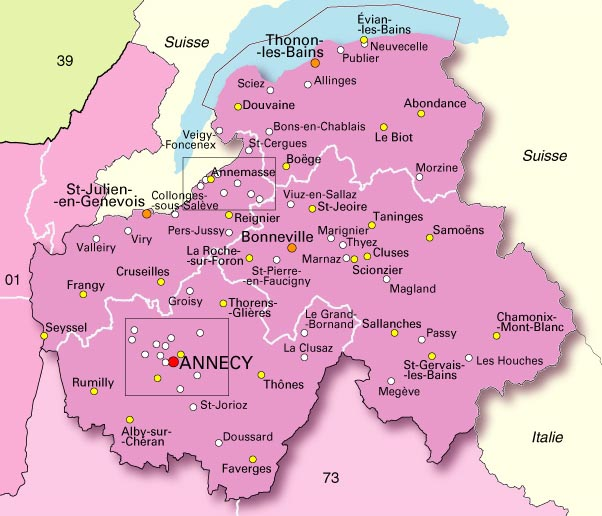
Haute-Savoie

De Grande Zone Franche (ook Zone d'Annexion) was een douanevrije zone die bestond tussen 1860 en het einde van de Eerste Wereldoorlog in het noordelijk deel van het Franse departement Haute-Savoie. Dit deel van het departement grensde aan het kanton Genève in Zwitserland en op de Frans-Zwitserse grens waren er geen douaneposten.

## Voorgeschiedenis
Al in de middeleeuwen bestonden er tolvrije zones in het gebied tussen Savoye en Genève. Na de nederlaag van Napoleon in 1815 werd Savoye een onderdeel van het nieuw gevormde koninkrijk Sardinië, terwijl enkele gemeenten werden aangehecht bij Genève en dus Zwitsers werden. Hierbij werd overeengekomen dat het noordelijk deel van Savoye militair neutraal zou worden. Sardinië mocht hier geen troepen stationeren, en in geval van oorlog zou Zwitserland instaan voor de verdediging van het gebied. Ook werd er een douanevrije zone ingericht. Bij de aanhechting bij Frankrijk van Savoye na het Verdrag van Turijn (1860) engageerde Frankrijk zich om deze douanevrije zone te handhaven en uit te breiden. Dit was een uitdrukkelijke vraag in de volksraadpleging die de aanhechting voorafging. In de betrokken zone stond op de stembiljetten "Oui et Zone" (Ja en zone). De Fransen vreesden dat de inwoners van het gebied zonder deze douanevrije zone tegen de aanhechting bij Frankrijk en misschien voor Zwitserland zouden kiezen.

## Zone
De zone omvatte het noordelijk deel van het departement Haute-Savoie, een gebied van 3790 km² of 88% van het grondgebied. De stad Annecy viel buiten deze zone. 89% van de bevolking van Haute-Savoie woonde in de zone.
De zone omvatte:
- het arrondissement Thonon;
- het arrondissement Bonneville;
- het grootste deel van het arrondissement Saint-Julien;
- delen van Évires et Thorens, twee gemeenten in het arrondissement Annecy.

In de Grande Zone Franche was er vrij handelsverkeer met Zwitserland. Op de Frans-Zwitserse grens waren er geen douanekantoren. Zo groeide de economische verstrengeling van dit gebied met het kanton Genève in Zwitserland en werd Genève de economische hoofdstad van het gebied ten koste van Annecy. Annecy probeerde na 1860 tevergeefs om alsnog te worden opgenomen in de Grande Zone Franche. Anderzijds remde de zone wel de ontwikkeling van een eigen industrie in dit deel van Haute-Savoie door de concurrentie van de industrie in Zwitserland. Daarnaast was de bevolking van de zone vrijgesteld van een deel van de interne Franse belastingen, zodat de belastingdruk hier tot 30% lager was dan in de rest van Frankrijk.

## Opheffing
De Grande Zone Franche was hoe langer hoe meer een doorn in het oog van de Franse overheid. Aan het einde van de Eerste Wereldoorlog werd beslist de zone unilateraal op te heffen. In 1917 plaatste Frankrijk douaniers op de grens, zogezegd als ordemaatregel. In 1919 werd in het kader van het Verdrag van Versailles de militaire neutraliteit van het gebied opgeheven. Er werden onderhandelingen met Zwitserland gestart om ook de douanevrije zone op te heffen. Dit leidde in 1921 tot een compromis maar het verdrag werd in een referendum door de Zwitsers verworpen. In een arbitrage bepaalde het Permanent Hof van Internationale Justitie in Den Haag in 1934 dat de kleinere douanevrije zones, de zones van Saint-Julien en van Saint-Gingolph (in Haute-Savoie) en de zone van het pays de Gex (in Ain), die al bestonden voor 1860, dienden te worden gehandhaafd. De Grande Zone Franche bleef echter opgeheven.